# Grundton
Grundtonen är en musikalisk term som kan syfta på
- Första tonen i en skala, vilket bestämmer namnet på skalan (c, fiss, ass etc.)
- Grundtonen i en tonart, till exempel c för tonarten C-dur.
- Den ton som ett ackord utgår ifrån, till exempel c i ackordet Cmaj7.
- Den lägsta deltonen i en sammansatt ton. Det är denna betydelse som beskrivs här.

## Fysikaliskt
Med hjälp av Fourierserieutveckling kan varje kontinuerlig (fysikaliskt realiserbar) periodisk funktion (vågform) brytas ned till en summa av ett antal sinus- eller cosinusfunktioner med varierande amplitud och fas samt frekvenser som är heltalsmultipler av den lägsta ingående frekvensen, vilken även kallas grundton. Övriga toner kallas övertoner. Grundtonen är detsamma som 1/T där T är periodtiden för funktionen.

## Grundton i tal och sång
Grundton kan också syfta på röstens grundton, även kallad f0, som alstras av stämläpparna (stämbanden). Stämläpparnas svängningshastighet är grundtonen i talet, det vill säga antalet gånger stämläpparna öppnas och sluts per sekund (uttrycks ofta i hertz). Det som orsakar stämläpparnas öppnings- och slutningscykler är trycket från lungorna som sedan regleras av andningsmekanismerna.
Det är med hjälp av stämläpparna som man gör skillnad på tonande och tonlösa konsonanter som till exempel /b/ och /p/ (se särdrag). Om man talar utan att stämläpparna sluts helt (som de gör vid tonande ljud) uppstår viskning.

### F0-variation
Grundtonen inför melodin i talet och ger talet variation prosodi. När man till exempel ställer en fråga går grundtonen upp något i slutet av yttrandet i många språk. Grundtonen varieras även beroende på vilket emotionellt tillstånd man befinner sig i som till exempel glad, arg, neutral o.s.v. Vid neutralt tal är f0 ganska konstant medan det i argt eller glatt tal uppvisar stor variation.

### F0och kön
Då män, kvinnor och barn har olika storlek på struphuvud och stämläppar så har de även ganska stor skillnad i f0. Detta beror då på att större stämläppar svänger långsammare och ger lägre frekvens medan mindre stämläppar svänger snabbare och då ger högre frekvens. I de flesta mansröster svänger stämläpparna kring 100–200 gånger per sekund, det vill säga 100–200 Hz, medan kvinnors ligger kring 200–400 Hz och barns kring 400–500 Hz.
Se rösten och röstläge. Grundtonen och grundtonsomfånget kan mätas med fonetogram.